# Bojongmangu (plaats)
Bojongmangu is een bestuurslaag in het regentschap Bekasi van de provincie West-Java, Indonesië. Bojongmangu telt 4802 inwoners (volkstelling 2010).